# Harry et son valet
Pour plus de détails, voir Fiche technique et Distribution.
Harry et son valet (Harry og kammertjeneren) est un film danois de Bent Christensen réalisé en 1961.

## Synopsis
À la fin des années 1950, un modeste employé d'une casse hérite d'une somme d'argent et décide de l'utiliser pour s'octroyer les services d'un valet.

## Fiche technique
- Titre : Harry et son valet
- Titre original : Harry og kammertjeneren
- Réalisation : Bent Christensen
- Scénario : Bent Christensen et Leif Panduro
- Producteurs : Bent Christensen et Preben Philipsen
- Directeur de production : Finn Aabye
- Musique : Niels Rothenborg
- Photo : Kjeld Arnholtz
- Noir et blanc, son mono
- Pays de production : Danemark
- Durée : 101 min
- Date de sortie : 1961

## Distribution
- Osvald Helmuth : Gamle Harry
- Ebbe Rode : Fabricius
- Gunnar Lauring : Biskoppen
- Henning Moritzen : Fyrst Igor
- Lise Ringheim : Magdalene
- Aage Fønss : un serviteur